# Sapphaya (huyện)
Sapphaya (tiếng Thái: สรรพยา) là huyện (amphoe) cực đông thuộc tỉnh Chainat, miền trung Thái Lan.

## Địa lý
Các huyện giáp ranh (từ tây nam theo chiều kim đồng hồ): Sankhaburi, Mueang Chainat thuộc tỉnh Chainat, Takhli thuộc tỉnh Nakhon Sawan, In Buri thuộc tỉnh Sing Buri.

## Hành chính
Huyện này được chia thành 7 phó huyện (tambon), các đơn vị này lại được chia thành 55 làng (muban). Có hai thị trấn (thesaban tambon) - Sapphaya nằm trên một phần của tambon Sapphaya, và một số khu vực Pho Nang Dam của tambon Pho Nang Dam Tok. Ngoài ra có 7 tổ chức hành chính tambon (TAO).
| Số TT | Tên              | Tên tiếng Thái | Số làng | Dân số |  |
| ----- | ---------------- | -------------- | ------- | ------ |  |
| 1.    | Sapphaya         | สรรพยา         | 7       | 6.821  |  |
| 2.    | Taluk            | ตลุก            | 12      | 9.265  |  |
| 3.    | Khao Kaeo        | เขาแก้ว         | 6       | 3.163  |  |
| 4.    | Pho Nang Dam Tok | โพนางดำตก      | 6       | 6.914  |  |
| 5.    | Pho Nang Dam Ok  | โพนางดำออก     | 8       | 5.821  |  |
| 6.    | Bang Luang       | บางหลวง        | 7       | 6.552  |  |
| 7.    | Hat Asa          | หาดอาษา        | 9       | 6.908  |  |